# リヤド・メルウィー
リヤド・メルウィー（Ryad Merhy、1992年11月28日 - ）は、ベルギーのプロボクサー。コートジボワール出身。元WBA世界クルーザー級レギュラー王者。ベルギーのボクサー初の世界王者。

## 来歴
2013年1月29日、プロデビュー。2回KO勝ち。
2018年3月24日、マルセイユのパレ・デ・スポール・ドゥ・マルセイユでWBA世界クルーザー級1位のアルセン・グラミリアンとWBA世界クルーザー級暫定王座決定戦を行い、11回TKO負けを喫し王座の獲得に失敗した。
2018年12月15日、シャルルロワのラ・ドーメでサムエル・クラークソンとWBAインターナショナルクルーザー級王座決定戦を行い、4回2分38秒KO勝ちを収め王座を獲得した。
2019年10月16日、WBAはWBA世界クルーザー級1位のメルウィーとWBA世界クルーザー級4位のイムレ・スゼロとの間でWBA世界クルーザー級暫定王座決定戦を行うことを承認し、この試合の勝者がWBA世界クルーザー級5位のフィラット・アルスランとWBA世界クルーザー級6位のケビン・レレナの勝者と対戦するよう指令した。
2019年10月19日、ラ・ドーメでWBA世界クルーザー級4位のイムレ・スゼロとWBA世界クルーザー級暫定王座決定戦を行い、7回2分10秒KO勝ちを収め暫定ながらベルギーで初の世界王者となった。
2020年11月30日、WBAは、レギュラー王者のベイブット・シュメノフと暫定王者のリヤド・メルウィーに団体内統一戦を行うよう指令した。
2021年1月29日、WBAは2018年7月以来約2年6カ月間試合をしていなかったベイブット・シュメノフのレギュラー王座を剥奪し、メルウィーを暫定王者からレギュラー王者に正規認定した。
2021年6月24日、IBO世界クルーザー級王者ケビン・レレナと7月17日に対戦予定だったが、レレナがスパーリング中に手を怪我したため試合がキャンセルになったことが発表された。
2021年7月17日、ブリュッセル市でジャン・ジャオシンと対戦し、8回TKO勝ちを収め初防衛に成功した。
2022年8月12日、メルウィーがWBA世界クルーザー級レギュラー王座を返上した。メルウィーはWBAからスーパー王者アルセン・グラミリアンとの王座統一戦を指令されていた。
2024年4月13日、テキサス州コーパスクリスティのアメリカン・バンク・センターにてWBOインターナショナル・USNBC全米ヘビー級王者のジャレッド・アンダーソンに挑戦するも、10回0-3（90-100×2、91-99）判定負けで王座獲得に失敗した。

## 獲得タイトル
- WBCインターナショナルクルーザー級シルバー王座
- WBAインターコンチネンタルクルーザー級王座
- WBAインターナショナルクルーザー級王座
- WBA世界クルーザー級暫定王座（防衛0=レギュラー王座に昇格）
- WBA世界クルーザー級レギュラー王座（防衛1=返上）